# Non-assistance à personne en danger en droit français
La non-assistance à personne en danger en droit français est un délit qui réprime le refus de porter assistance à une personne victime d'une infraction en cours ou en situation de péril. Le danger peut être futur tandis que l'aide à apporter devrait être immédiate.

## Historique
Pendant longtemps[évasif], il n'existait pas d'obligation légale de porter secours.
Mais, au Moyen Âge, la jurisprudence est illustrée en 1392 par le cas d'une « femme qui s'était réfugiée dans un fort et que le capitaine abandonne par faiblesse à ses gens d'armes » : « Mahyet de Marquivilliers, capitaine de l’esglise fortifiée de Lumeau en Beausse (prévenu que des) hommes d'armes (venus de) Boigneaux qui est à une demi-lieu du-dit lieu de Lumeau (...) gens d'armes qui estoient en la taverne de la dicte ville de Lumeau (avaient agressé une) chamberière ou amie du preste de Lingny en Beausse (qui avait demandé secours au capitaine et se plaint) au gouverneur du bailliage d'Orliens, qui, pour ledit fait, a ledit Mahyet fait emprisonner en nostre chastellet d'Orliens » durant le règne de Charles VI (roi de France).
La première apparition législative de cette obligation remonte au projet de réforme du code pénal élaboré en 1934 en son article 108 puis à l’article 251, mais ce projet de nouveau Code pénal est abandonné.  Cette disposition légale a été instaurée par le régime de Vichy dans un acte dit « Loi du 25 octobre 1941 ». Ce texte réprimait d’ailleurs non seulement l’abstention de porter secours, mais, d’une façon plus générale, la non-dénonciation de certaines infractions. Il est promulgué quelques jours après les attentats contre les soldats et officiers allemands à Nantes et Bordeaux. En raison de la pression des autorités allemandes sur le gouvernement de Vichy, il s'agit d'obliger les Français à porter secours aux soldats allemands qui viendraient à être blessés dans un attentat. Ce texte très critiqué à la Libération est abrogé mais remplacé par une ordonnance du 25 juin 1945 qui reprit à peu près le projet de 1934. 
Actuellement, l'existence de l'obligation de porter secours semble aller de soi dans le droit français et n'est plus remise en cause.[citation nécessaire] Pourtant de nouvelles problématiques sont apparues : les conditions et les limites d'une telle obligation.[citation nécessaire]

## Formulation du Code pénal
Le délit de non-assistance à personne en danger est une composante de la section « De l'entrave aux mesures d'assistance et de l'omission de porter secours » du Code pénal.
L'article 223-6 du Code pénal (art. 63-1 de l'ancien code pénal) condamne l'abstention volontaire de porter assistance à une personne en péril :
Art. 223-6
Quiconque pouvant empêcher par son action immédiate, sans risque pour lui ou pour les tiers, soit un crime, soit un délit contre l'intégrité corporelle de la personne s'abstient volontairement de le faire est puni de cinq ans d'emprisonnement et de 75 000 euros d'amende.
Sera puni des mêmes peines quiconque s'abstient volontairement de porter à une personne en péril l'assistance que, sans risque pour lui ou pour les tiers, il pouvait lui prêter soit par son action personnelle, soit en provoquant un secours.
À partir de 2018, cet article est renforcé par un troisième alinéa qui aggrave la peine lorsque la personne en danger est âgée de moins de quinze ans :
Les peines sont portées à sept ans d'emprisonnement et 100 000 euros d'amende lorsque le crime ou le délit contre l'intégrité corporelle de la personne mentionnée au premier alinéa est commis sur un mineur de quinze ans ou lorsque la personne en péril mentionnée au deuxième alinéa est un mineur de quinze ans.

### Circonstances aggravées par d'autres articles
Cette obligation d'agir est renforcée dans deux cas : 
- dans le cas des professions médicales et paramédicales, outre le Code pénal, le Code de la santé publique précise :
  - pour un médecin, l'article R.4127-9[6] (article 9 du Code de déontologie médicale) : « Tout médecin qui se trouve en présence d'un malade ou d'un blessé en péril ou, informé qu'un malade ou un blessé est en péril, doit lui porter assistance ou s'assurer qu'il reçoit les soins nécessaires. »  
  - pour un chirurgien-dentiste, l'article R.4127-205[7] : «    Hors le seul cas de force majeure, tout chirurgien-dentiste doit porter secours d'extrême urgence à un patient en danger immédiat si d'autres soins ne peuvent lui être assurés. »
  - pour une sage-femme, l'article R.4127-315[8] : « Une sage-femme qui se trouve en présence d'une femme enceinte, d'une parturiente, d'une accouchée ou d'un nouveau-né en danger immédiat ou qui est informée d'un tel danger doit lui porter assistance ou s'assurer que les soins nécessaires sont donnés. »
  - pour un pharmacien, l'article R.4235-7[9] : « Tout pharmacien doit, quelle que soit sa fonction et dans la limite de ses connaissances et de ses moyens, porter secours à toute personne en danger immédiat, hors le cas de force majeure. »
  - pour un infirmier, l'article R.4312-6[10] : « L'infirmier ou l'infirmière est tenu de porter assistance aux malades ou blessés en péril. »
- l'article 121-3[11] du Code pénal prévoit qu'il y a délit en cas de « manquement à une obligation de prudence ou de sécurité prévue par la loi ou le règlement, s'il est établi que l'auteur des faits n'a pas accompli les diligences normales compte tenu, le cas échéant, de la nature de ses missions ou de ses fonctions, de ses compétences ainsi que du pouvoir et des moyens dont il disposait. »

Ce dernier point peut concerner les personnels de santé ou les secouristes professionnels (sapeurs-pompiers ou ambulanciers privés), mais aussi les personnes responsables de la sécurité d'une activité, ayant suivi une formation spécifique et ayant les moyens d'assurer cette sécurité, comme le déclenchement de procédures d'urgence en cas d'accident industriel, le balisage d'un obstacle routier par un employé d'une société d'autoroute, l'utilisation de matériel de lutte contre l'incendie pour le personnel de sécurité incendie…
Cette obligation d'agir s'accompagne d'une atténuation de la responsabilité pénale si l'action du sauveteur avait des conséquences néfastes, à condition que les moyens employés soient proportionnés au danger (notion proche de la légitime défense) :
Art. 122-7
N'est pas pénalement responsable la personne qui, face à un danger actuel ou imminent qui menace elle-même, autrui ou un bien, accomplit un acte nécessaire à la sauvegarde de la personne ou du bien, sauf s'il y a disproportion entre les moyens employés et la gravité de la menace.

## Application
La formulation de l'article 223-6 se dénote d'autres formulations du Code pénal qui distinguent habituellement les infractions ainsi que leurs circonstances aggravantes par des articles différents. Dans ce sens, et par exemple, le délit de vol est défini par l'article unique 311-1, suivi de plusieurs articles qui peuvent détailler séparément la filouterie (article 313-5) ou l'escroquerie (article 313-1), ou des circonstances aggravantes (articles 311-4-1, 311-4-2, etc.).
En revanche, l'article concernant le délit de non-assistance à personne en danger et une éventuelle circonstance aggravante ne font l'objet que d'un article unique. La formulation de cet article du Code pénal distingue deux situations bien différentes, tantôt au premier alinéa, tantôt au second : il s'agit soit d'éviter qu'un crime ou délit ne soit commis contre une personne, soit de devoir porter secours à une personne en péril, même si elle ne fait pas l'objet d'une infraction.
En matière de non-assistance, les juristes s'appliquent immanquablement à distinguer alors s'ils font référence à l'article 223-6 premier alinéa, second alinéa ou troisième alinéa, en considérant que chacun de ces paragraphes (alinéas) traite de situations différentes.
Ainsi, le refus d'empêcher un suicide ne peut pas être poursuivi pour non-assistance sur le fondement de l'article 223-6 alinéa 1 car le suicide n'est pas une infraction (Crim., 23 avril 1971) mais sur le fondement de l'article 223-6 alinéa 2 qui implique une aide en cas de péril imminent.

### Éviter et arrêter la commission d'une infraction
Le premier alinéa de l'article 223-6 du Code pénal encadre strictement l'aide devant être apportée : doivent se cumuler le risque d'un crime ou d'un délit sur une personne avec un risque pour l'intégrité corporelle de celle-ci. Les cas de délits avec un risque pour l'intégrité mentale de la personne (détresse morale) entrent également dans le cadre des personnes à aider. Seuls les délits qui se limitent aux êtres non-vivants (fœtus), aux animaux ou aux biens d'une personne sont exclus.
Georges Levasseur, dans son « Cours de droit pénal spécial » distingue que le crime qui doit être évité ne se limite pas à l'intégrité de la personne mais est étendu à tout « crime visant sa personne elle-même ou son patrimoine » tandis que le délit est limité à celui « visant son intégrité corporelle ».

### Porter secours en cas de péril
En cas de danger plus grave, c'est-à-dire d'un « péril », il n'est plus nécessaire de se limiter aux seules situations de crime ou délit. L'obligation d'agir est alors étendue.

## Les sanctions de l'inaction

### Une infraction instantanée
La formulation de l'article en mentionnant « une action immédiate » fait de ce délit une infraction instantanée : même si l'aide peut être apportée sur un certain laps de temps (le temps nécessaire à secourir une personne), l’abstention est quant à elle localisée à un moment précis.
Ainsi, lorsque le péril disparaît ou que la personne y réchappe, l'abstention antérieure reste sanctionnable puisque localisée dans le temps au moment où l'aide était nécessaire.

### Délit punissable même une fois le danger disparu
Le texte sanctionne l'inaction chez l'auteur (les raisons chez ce dernier importent peu : couardise, peur disproportionnée…), à un moment donné, passé.
La suite, que la victime ait péri ou survécu par ses propres moyens, ou que le danger ait disparu par lui-même, n'a pas d'incidence sur la sanction de l'auteur qui a refusé de prêter son assistance lorsque cela était nécessaire.

### Une absence de sanction en cas de tentative
Ces dispositions du Code pénal sanctionnent le refus d'apporter une assistance. En revanche, celui ou celle qui aide mais maladroitement ou de manière involontairement incomplète ne commet pas de délit.

### Sanction d'une aide insuffisante
Il ne suffit pas de se montrer attentif à ce que le danger ou le crime disparaisse, il faut que les actions entreprises soient efficaces.
Ainsi, la jurisprudence a condamné des alpinistes et spéléologues dans une affaire de cet ordre. Un alpiniste a décidé de sectionner une corde de rappel d'un coup de couteau pour que la prochaine personne qui tentait de l'utilisait chute. Un spéléologue fera une chute de 60 m dans les jours qui suivront. Le sectionnement de la corde s'est déroulé devant les yeux de deux autres alpinistes qui se sont contentés de remarques orales, désapprouvant le crime qui allait se passer. Les deux alpinistes ont été reconnus coupables de ne pas avoir porté empêché le crime qui allait avoir lieu. Ils ont été condamnés,.

### Aggravation du délit
Lorsque le refus d'apporter une aide correspond à une participation à une autre infraction, alors le délit peut être aggravé, non plus par le simple refus d'intervenir mais par une complicité lorsque cette inaction permet à des auteurs de commettre une infraction plus durement sanctionnée. Toutefois, la notion de complicité est limitée à des actes positifs, sauf dans des cas particuliers (professions…) où l'inaction correspondait à un rôle devant être joué par le complice.

## Limites apportées par la jurisprudence
Les limites sont de trois ordres : un danger grave qui demande une action immédiate, une assistance possible et une abstention démontrable.
Pour résumer, le délit d'omission n'existe que si l'action aurait pu produire un effet. 
Cette infraction ne protège pas contre tout. Il ne s'agit pas d'imposer l'action dans tous les cas mais de limiter les excès. Il faut protéger de la complicité tacite. Dans le même ordre d'idées, il faut rappeler que, dans certains cas, une omission peut facilement se transformer en complicité.
La qualification de l'infraction résulte des faits. Il n'existe pas de critères prédéterminés pour lesquels une intervention est obligatoire, juste une trame à suivre.

### Un danger grave qui nécessite une action immédiate
L'article 223-6 al.2 précise que le danger doit être perçu comme suffisamment grave et imminent. Ainsi, l'omission d'appeler les secours lors d'un incendie sera sûrement qualifiée d'omission de porter secours.
D'un autre côté, ne pas appeler la police lors d'une dispute ne sera probablement pas qualifié de non-assistance selon le degré de la dispute, sauf si la victime donne l'impression de ne pas pouvoir s'en sortir toute seule.
Ainsi, lors de l'affaire en 2014 d'une femme sexuellement agressée devant une dizaine de témoins inactifs dans le métro de Lille, la culpabilité de ces témoins était difficile à établir car il n'était pas certain qu'ils aient pensé à une dispute conjugale.
Par la suite, il peut se révéler que le danger ait été surestimé (par exemple si le péril n'était pas sérieux) ou sous-estimé (un danger plus grand que celui initialement présenté). Ceci importe peu : la personne qui a refusé d'apporter son aide lorsque cela était nécessaire reste sanctionnable.

### Un danger qui peut être futur
Même si l'infraction n'a pas encore été commise et qu'il n'y a pas eu de début de tentative au sens légal, la seule planification est suffisante pour devoir être empêchée. Ainsi, le meunier qui laisse sa femme et son fils mettre un feu pour toucher l'argent des assurances est coupable de non assistance.
Il suffit qu'il y ait des motifs sérieux qui montrent que l'infraction va avoir lieu pour faire naître l'obligation d'agir (T. corr. Lille, 27 juin 1950).

### Une obligation instantanée
L'obligation d'agir naît dès qu'une intervention est possible (Haute cour de justice, 5 février 1993).

### Les modalités de l'assistance
L'assistance doit avoir pu provoquer un résultat. L'exemple courant est celui d'un automobiliste qui voit une personne et du sang sur le bas-côté et qui ne s'arrête pas. Si cette personne est déjà morte alors l'automobiliste ne risque rien. Si elle est vivante alors le délit d'omission pourra être qualifié.
L'assistance doit pouvoir être raisonnable. La loi n'oblige pas les gens à se conduire en héros. Ainsi, l'omission d'appeler les secours est souvent l'infraction la plus reconnue. L'omission d'agir pour la protection de la victime n'étant retenue que dans les cas où le secouriste possède des connaissances particulières. Ainsi, un médecin ou des secouristes professionnels en service (cf. supra) se verront obligés par la loi de faire des actes sur la victime, mais une personne sans formation pourra se contenter d'appeler les secours. En cas de risque technique ou technologique (risque lié à une machine, un produit chimique, un fort courant), un technicien formé devra appliquer les consignes de sécurité spécifiques pour combattre le sinistre ou mettre fin au risque, mais une personne non formée pourra se contenter de protéger en éloignant les personnes ou en actionnant une alarme, un arrêt d'urgence.

### Une absence de risque proportionné
Lorsque la personne supposée apporter son aide s'abstient au prétendu motif qu'elle serait impliquée dans l'infraction (par exemple un accident dont elle serait à l'origine, et elle s'abstiendrait de prévenir les secours) ou courrait un risque de faire connaître sa présence dans des lieux où elle n'est pas censée se trouver (par exemple dans des relations extra-conjugales), elle reste néanmoins coupable du délit de non-assistance à personne en danger, car ses motivations sont insuffisantes au regard de l'aide qu'elle était censée apporter.

### La preuve de l'abstention
L'abstention doit faire l'objet d'une preuve particulière. Il ne faut pas se contenter de dire que rien n'a été fait mais dire ce que l'on aurait pu faire.
Ainsi, il faut prouver le refus volontaire d'intervenir. Toutefois, la seule abstention peut être une simple négligence et donc source de responsabilité civile et pénale (l'article 121-3 du code pénal prévoyant la responsabilité en cas « d'imprudence, de négligence »).

## Difficultés
Ce concept est à la croisée de plusieurs notions : la liberté individuelle, le droit à la sécurité, l'infraction d'homicide involontaire.

### Non-assistance à personne en danger et liberté individuelle
La liberté individuelle est souvent résumée par cette formule reprise par les juridictions françaises : « La liberté est la règle, la contrainte l'exception ». On peut donc se poser la question si on doit obliger la personne à agir et même si on peut obliger une personne à être secourue alors qu'elle ne le veut pas.
La loi française ne permet pas de soigner une personne contre son gré (art. L.1111-4 du Code de la santé publique), mais encore faut-il que la personne soit en mesure d'exprimer son consentement et que celui-ci ne soit pas faussé (personne en pleine possession de ses facultés mentales). Ainsi, laisser agir une personne menaçant de se suicider sous prétexte que c'est sa volonté engage la responsabilité pénale.
Cependant, il faut aussi considérer le cas particulier des mineurs et des sectes. Depuis 2002, les mineurs et leurs parents ne peuvent s'opposer à des soins vitaux sous prétexte religieux ou autres ; la loi protège les médecins en leur donnant une totale latitude (sauf réserves de l'acharnement thérapeutique), mais cela se limite aux soins urgents comme le remplissage vasculaire (perfusion d'un liquide de synthèse) ou la réanimation cardiopulmonaire. Pour les soins pouvant attendre quelques heures, les médecins doivent demander la levée de l'autorité parentale au procureur de la République ou à son substitut pour passer outre l'opposition des parents.
Pour les majeurs, la solution est plus compliquée. La seule limite claire est celle de la folie passagère, tentative de suicide, annonces répétées et insistantes d'un suicide avec éléments de préparation (ex : installation d'une corde).
Voir : euthanasie, suicide, acharnement thérapeutique, secte.

### Non-assistance à personne en danger et les autres infractions
La qualification d'omission peut parfois se transformer en homicide involontaire ou en faute professionnelle.
L'homicide involontaire est une infraction dans le temps ; le délit de non-assistance est instantané. L'homicide involontaire exige une action positive (par exemple : donner un coup de poing).
La faute professionnelle exige que la profession soit en rapport avec le risque non évité. Par exemple, un médecin qui n'a pas agi selon les « règles de l'art » pourra  être poursuivi pour faute professionnelle au lieu de non-assistance.